# Banchina

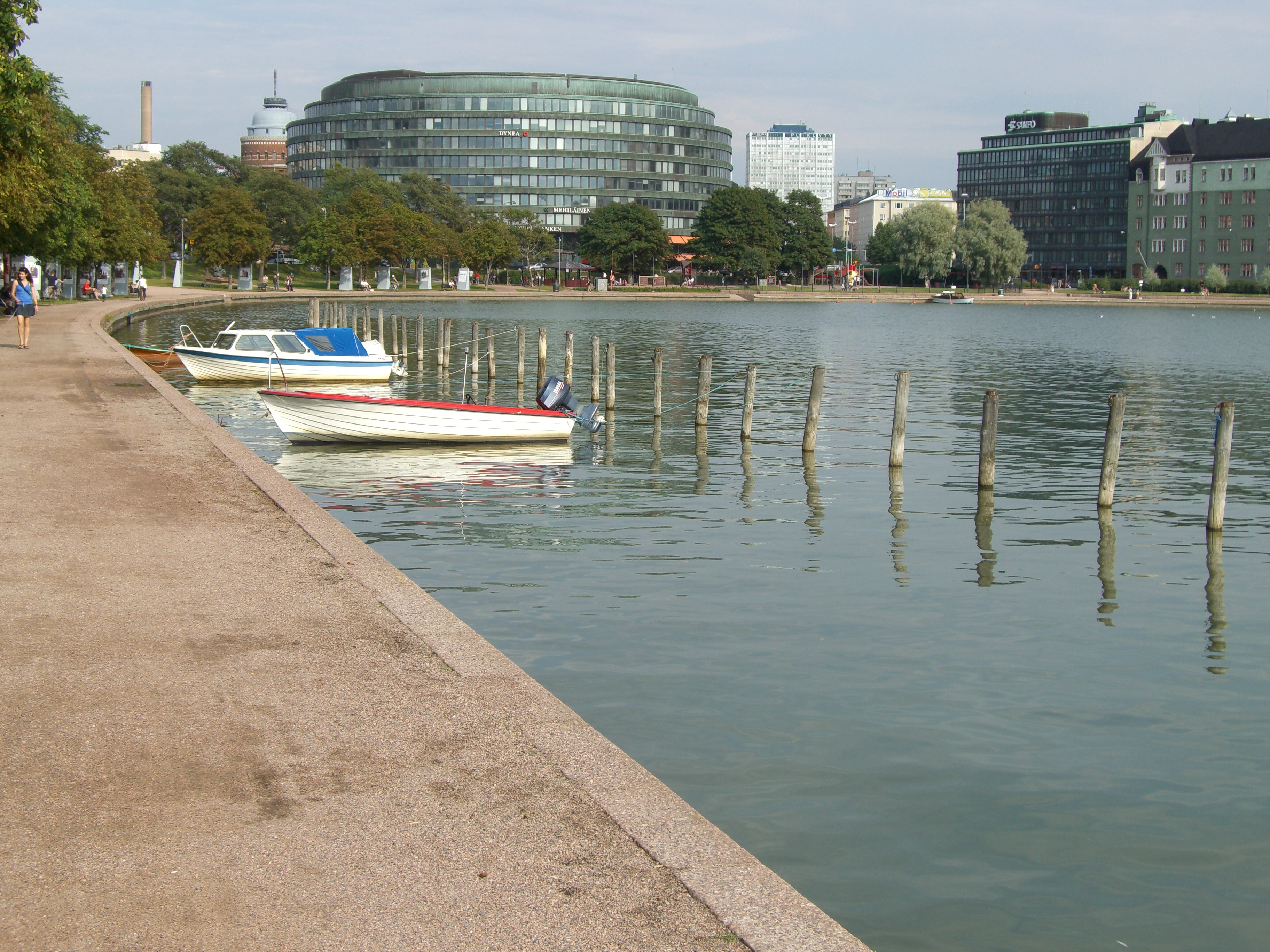
Banchina di un porto.

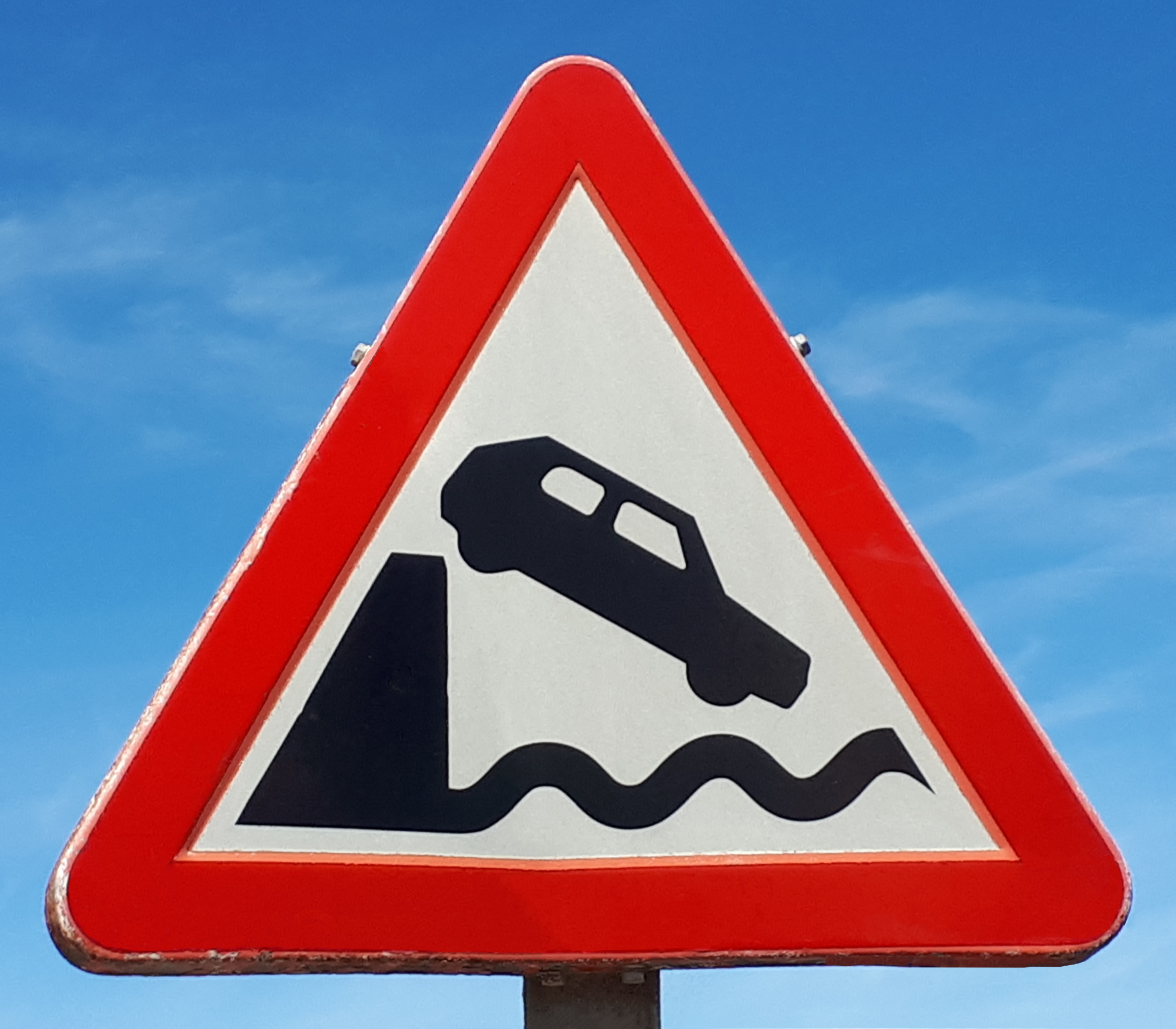
Segnaletica stradale: sbocco su molo o su argine (segnale di pericolo).

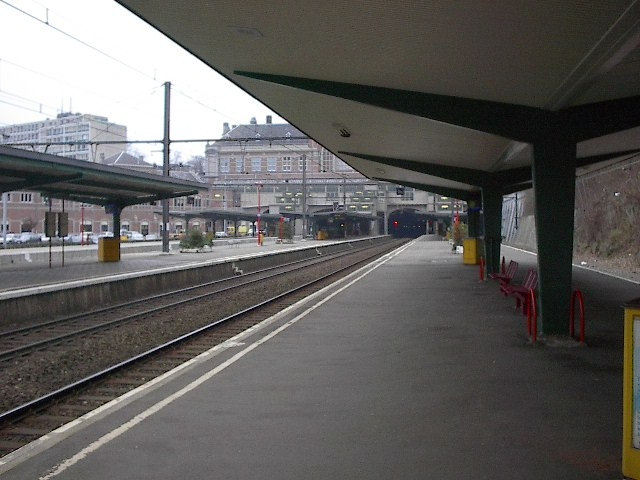
La banchina ferroviaria.

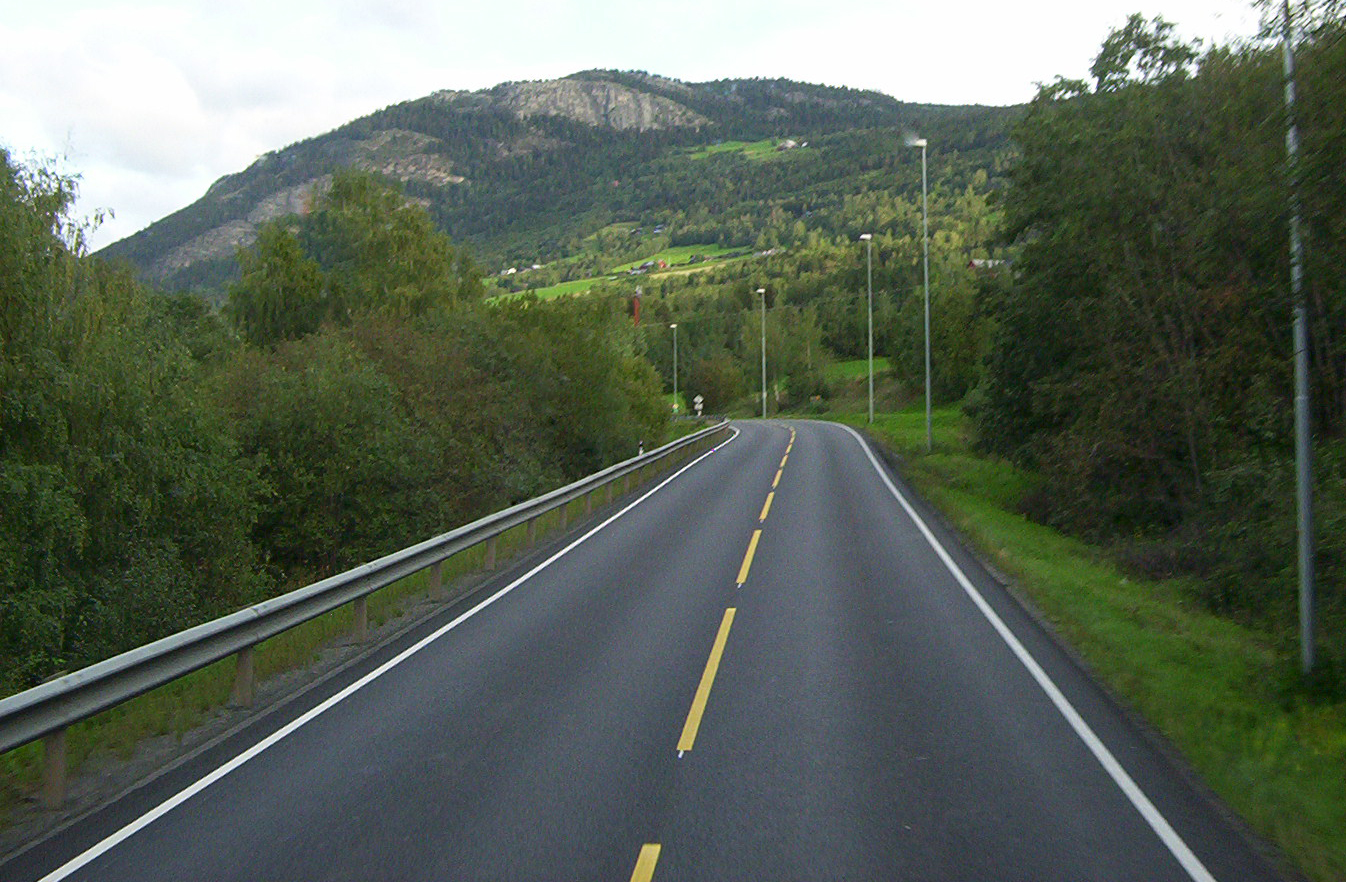
Una banchina ai lati della carreggiata.

La banchina, in generale, è una zona deputata al carico e scarico di merci e passeggeri dai mezzi di trasporto. Questo luogo può trovarsi ad esempio in un porto, una stazione ferroviaria o in strada.

## Porti
La banchina portuale è quella parte del porto o della rada prospiciente all'acqua che permette di accostare in sicurezza alla terraferma navi o natanti e fissarli in modo da poter consentire l'imbarco e lo sbarco delle persone o il carico e scarico delle merci al riparo dal moto ondoso. Può essere realizzata in calcestruzzo armato, in legno o più raramente galleggiante in vetroresina o in ferro (pontoni o pontili). Per consentire l'ormeggio, la banchina è attrezzata con statue, anelli di ormeggio ed a volte parabordi. Spesso in banchina sono inoltre presenti attacchi per la corrente elettrica e stazioni di rifornimento.
Il tratto di banchine compreso tra due moli è detto "calata".

## Stazioni ferroviarie
Nelle stazioni ferroviarie, della metropolitana o degli autobus, la banchina è quel marciapiede rialzato studiato per facilitare la salita e la discesa delle persone dal mezzo di trasporto. Ha anche una funzione di sicurezza per delimitare l'area riservata ai pedoni da quella per il transito dei mezzi. Nelle stazioni ferroviarie presenta anche una striscia gialla che indica la distanza di sicurezza dal bordo e spesso una pensilina per il riparo dal maltempo.

## Stradale
La banchina è quella parte della strada esterna alla carreggiata che, come cita L'articolo 3 del Codice della strada italiano, viene definita: «parte della strada compresa tra il margine della carreggiata ed il più vicino tra i seguenti elementi longitudinali: marciapiede, spartitraffico, arginello, ciglio interno della cunetta, ciglio superiore della scarpata nei rilevati».
La banchina rientra nella struttura della strada e pur non essendo destinata specificamente normalmente alla circolazione dei pedoni, tuttavia è consentito agli stessi la circolazione in mancanza del marciapiede o del passaggio pedonale, può essere anche usata dai veicoli per particolari esigenze di sosta ad esempio avaria del motore, malore del conducente, sosta di emergenza e soprattutto al fine di evitare collisioni (Cass. pen. sez. IV, 1º aprile 1988, n. 431 - ud. 18 marzo 1988), ricordando che normalmente ne è interdetta la circolazione dei veicoli.